# بيتار بوجيتش
بيتار بوجيتش (بالصربية: Петар Божић) مواليد 6 ديسمبر 1978 في بلغراد، جمهورية صربيا الاشتراكية، هو مدرب كرة سلة صربي ولاعب سابق. بدأ مسيرته الاحترافية في سنة 1997. يبلغ طوله 6 قدم 5.75 بوصة (2.0 م). اعتزل اللعب في 2013.

## الإنجازات
- الدوري الصربي لكرة السلة (2005، 2006، 2007، 2008، 2009، 2010، 2011، 2012)
- الدوري الأدرياتيكي (2007، 2008، 2009، 2010، 2011)

## روابط خارجية
- بيتار بوجيتش على موقع الاتحاد الدولي لكرة السلة (الإنجليزية)
- بيتار بوجيتش على موقع كرة السلة الأوروبية.كوم (الإنجليزية)
- بيتار بوجيتش على موقع ريلجم (الإنجليزية)
- بيتار بوجيتش على موقع بروبوليرز (الإنجليزية)
- بيتار بوجيتش على موقع سبورتس رفرنس (الإنجليزية)